# Вейн (Мен)
Вейн (англ. Wayne) — місто (англ. town) в США, в окрузі Кеннебек штату Мен. Населення — 1129 осіб (2020).

## Демографія
Згідно з переписом 2010 року, у місті мешкало 1189 осіб у 514 домогосподарствах у складі 358 родин. Було 848 помешкань
Расовий склад населення:
| - 98,9 % — білих - 0,2 % — азіатів |

До двох чи більше рас належало 0,3 %. Частка іспаномовних становила 0,8 % від усіх жителів.
За віковим діапазоном населення розподілялося таким чином: 19,3 % — особи молодші 18 років, 64,0 % — особи у віці 18—64 років, 16,7 % — особи у віці 65 років та старші. Медіана віку мешканця становила 49,1 року. На 100 осіб жіночої статі у місті припадало 101,9 чоловіків;  на 100 жінок у віці від 18 років та старших — 97,7 чоловіків також старших 18 років.
Середній дохід на одне домашнє господарство  становив 89 237 доларів США (медіана — 65 139), а середній дохід на одну сім'ю — 105 625 доларів (медіана — 72 273). Медіана доходів становила 58 333 долари для чоловіків та 46 786 доларів для жінок. За межею бідності перебувало 8,5 % осіб, у тому числі 8,6 % дітей у віці до 18 років та 8,2 % осіб у віці 65 років та старших.
Цивільне працевлаштоване населення становило 468 осіб. Основні галузі зайнятості: освіта, охорона здоров'я та соціальна допомога — 38,9 %, науковці, спеціалісти, менеджери — 15,2 %, мистецтво, розваги та відпочинок — 8,1 %, будівництво — 7,9 %.